# Parmotrema thailandicum
Parmotrema thailandicum är en lavart som beskrevs av Elix & Pooprang. Parmotrema thailandicum ingår i släktet Parmotrema och familjen Parmeliaceae.   Inga underarter finns listade i Catalogue of Life.